# Отряд капитана Покровского
Отряд капитана Покровского — антибольшевистское военное формирование, кубанский добровольческий отряд, сформированный на Кубани капитаном В. Л. Покровским 2 января 1918 года и послуживший костяком вооружённых сил Кубанской Рады.

## История отряда
Первый бой отряда состоялся 22 января 1918 года у станции Энем под Екатеринодаром и был проведён совместно с добровольцами Галаева. В этом сражении кубанские добровольцы нанесли сокрушительное поражение большевистским частям. После гибели Галаева его отряд вошёл в состав соединённого отряда Покровского и сражался на тихорецком направлении. 1 марта 1918 года разрозненные части были объединены в Кубанский отряд.